# Landol (Słowenia)
Landol – wieś w Słowenii, w gminie Postojna. W 2018 roku liczyła 155 mieszkańców.